# Masaaki Suzuki
Pour les articles homonymes, voir Suzuki (homonymie).
Masaaki Suzuki (鈴木 雅明, Suzuki Masaaki), né le 29 avril 1954 à Kōbe, est un chef d'orchestre, organiste et claveciniste japonais.

## Biographie
Masaaki Suzuki est né de parents chrétiens et musiciens amateurs. Organiste, claveciniste et chef d'orchestre, il a commencé à jouer de l'orgue à l'âge de 12 ans pour les offices dominicaux. En 1979, après avoir reçu un diplôme de l'université des arts de Tokyo en arts et musique, spécialement dans la direction d’orchestre et l'orgue, il a continué à étudier le clavecin et l'orgue au conservatoire de Sweelinck à Amsterdam dans les classes de Ton Koopman et de Piet Kee. Après l’obtention des diplômes de soliste pour ses deux instruments à Amsterdam, il s’est vu attribuer le deuxième prix d’un concours de clavecin (basse continue) en 1980 et le troisième prix en concours d'orgue en 1982 dans le festival de Flandre à Bruges en Belgique.
De 1981 à 1983, Masaaki Suzuki enseigne le clavecin à la Staatliche Hochschule für Musik de Duisbourg en Allemagne. À son retour au Japon, il donna non seulement beaucoup de concerts comme organiste et claveciniste dans tout le pays, mais organisa une série acclamée de concerts à la chapelle de l'université pour femmes de Shoin à Kōbe, où un orgue classique français construit par Marc Garnier est installé.
Masaaki Suzuki a ainsi acquis une réputation exceptionnelle non seulement comme soliste d'orgue et de clavecin, mais également comme chef d’orchestre. Depuis 1990, Suzuki est le directeur musical du Bach Collegium Japan. Il travaille régulièrement avec des solistes et des ensembles européens renommés. Suzuki a gagné une réputation enviable pour son interprétation des cantates de Johann Sebastian Bach, dont une intégrale est en cours. En outre, il enregistre également l’intégrale de la musique pour clavecin du même compositeur.
Depuis 1983, Masaaki Suzuki donne chaque été des concerts d'orgue en France, Italie, Allemagne, Pays-Bas, Suisse, Autriche et d'autres pays. En juillet 1995 et 1997, Masaaki Suzuki a été invité par Philippe Herreweghe pour diriger le Collegium Vocale Gent. En 2001, il reçoit la croix de l'ordre du Mérite de la République fédérale d'Allemagne. En 2005, il enseigne en tant que professeur d'orgue et de clavecin, à l'université Geijutsu de Tôkyô.
Par ailleurs, à la direction du Bach Collegium Japan, Masaaki Suzuki entreprend depuis 1995 l'enregistrement de l'intégrale des cantates de Johann Sebastian Bach, sous le label BIS Records, qui propose l'écoute gratuite de certaines plages de ces enregistrements.